# Duivelskuil
Duivelskuil is een natuurgebied in de Antwerpse gemeente Beerse.
Het gebied meet 16 ha en wordt beheerd door Agentschap Natuur en Bos. Het is Europees beschermd als onderdeel van Natura 2000-gebied Kempense kleiputten.
Het gebied is genoemd naar een kleiput die een nabijgelegen steenoven van grondstof voorzag. Het is gevarieerd met droge en natte heide, vennen, vochtig elzenberkenbos en droog eikenberkenbos met ook veel grove den.
Op en nabij de heide groeien kleine zonnedauw, moeraswolfsklauw en duivelsnaaigaren. Bij de vennen vindt men gagel. Dieren bij de vennen zijn: venwitsnuitlibel, koraaljuffer en venglazenmaker. Daarnaast vindt men er de poelkikker.
Het natuurgebied is toegankelijk voor wandelaars. Er is een wandelroute uitgezet.